# Sonia Ebling
Sonia Ebling de Kermoal (Taquara, Río Grande del Sur, 1918 — 2006) fue una escultora y profesora brasileña. 

## Vida y obras
Inició sus estudios de arte en pintura y escultura, en las Escuelas de Bellas Artes de Río Grande del Sur y de Río de Janeiro, entre 1944 y 1951. Posteriormente y de forma inmediata , en 1955, recibió un Premio de Viaje del Salón Nacional de Arte Moderna de  Río de Janeiro por la escultura titulada  Mulher e Pássaro, y permaneció en Europa hasta 1968, estudiando con maestros insignes como Ossip Zadkine en París, y obteniendo una beca de la Fundación Calouste Gulbenkian. 
También en  Europa participó en eventos importantes como el Salon de la Jeune Sculpture del Museo Rodin, en la Bienal de Arte Tri-Veneta de Padua, en el Salon de Réalités Nouvelles y en el Salon des Petits Bronzes del Museu de Arte Moderno en París. Representó a Brasil en la documenta de Kassel, al mismo tiempo que realizó exposiciones en Brasil, incluiendo su participación en le  VII Bienal de São Paulo.
De regreso a Brasil recibió un pedido para un relieve que debía ser ser instalado en el Palacio de los Arcos , en Brasilia , y comenzó un ciclo de exposiciones en muchas capitales nacionales y del extranjero.
En 1970 dictó un curso de escultura en cemento en la Escuela de Bellas Artes de la UFRGS . Seis años más tarde fue invitada a asumir la cátedra de escultura en esa misma universidad. 
Sobre su producción, el crítico de arte Jacob Klintowitz dijo:
Sonia Ebling es una escultora de formas depuradas, exhaustivamente elaboradas y equilibradas. Sus esculturas incorporan las conquistas iconográficas de la escultura contemporánea. Lo que significa que la artista bebe en las formas precolombinas, africanas y egipcias. Esa búsqueda de fuentes, común en la escultura contemporánea, hace que su trabajo este cerca, por parentesco de origen, con la obra de Henry Moore, Brancusi, Giacometti, Marino Marini.

## Obras

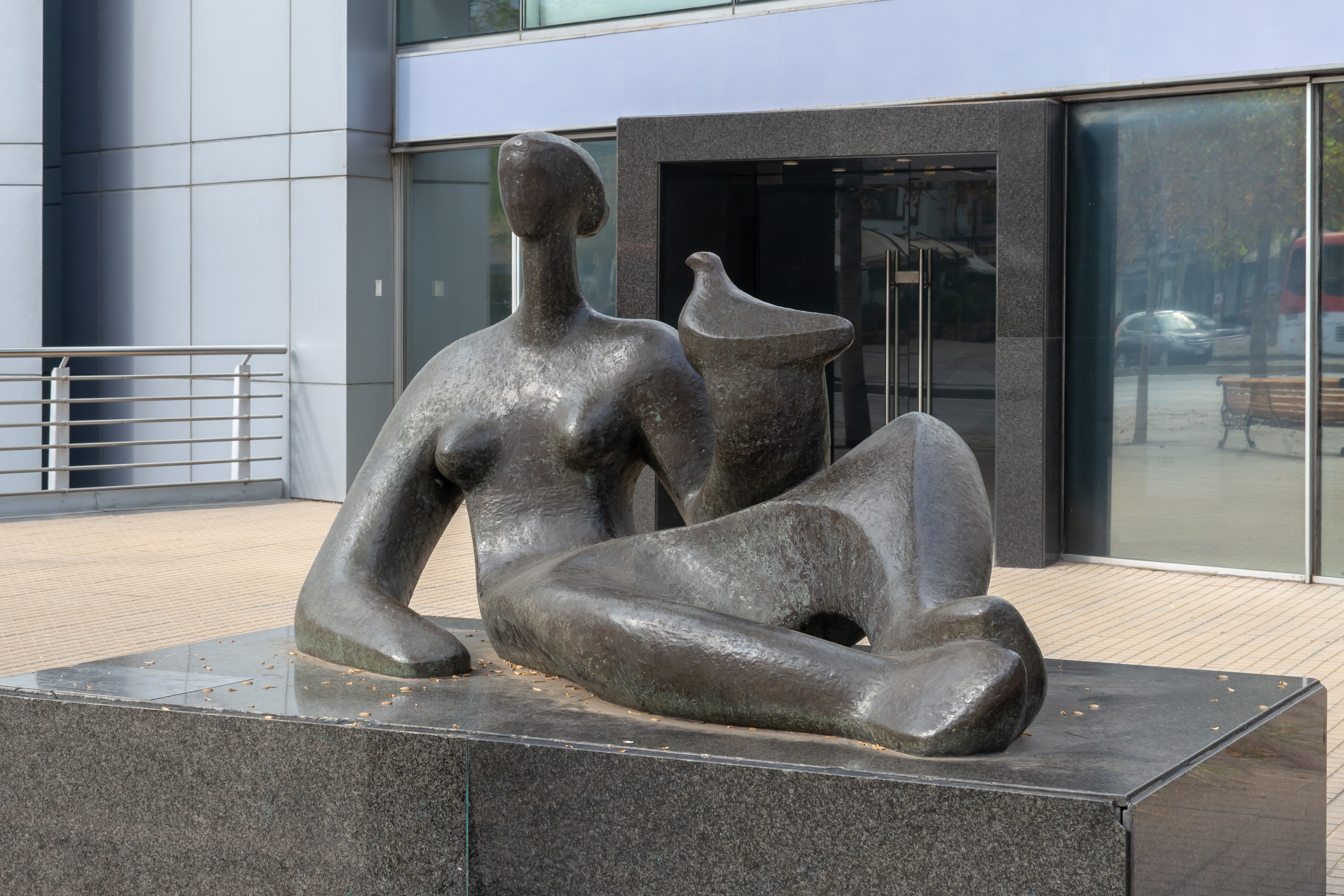
Canção de Bodas, Las Condes, Santiago 20220514

Algunas de las obras de Sonia Ebling están registradas por la Enciclopedia Itáu Cultural en Brasil:
- Silvana (1940, mármol)
- Claridade (1950, bronce)
- Sofia (1951, bronce)
- Adriana e Charles (1970, bronce)
- Ao Luar (1977, bronce patinado)
- Graça (1978, bronce patinado)
- Donzela (1980, mármol)
- Rosália (1987, bronce)
- Eleonora (1990, mármol)
- Canção de Bodas (1997, bronce)
- Rinoceronte (2000, bronce)